# خوزيات رستم
خوزيات رستم شاعرة، مترجمة، ومؤلفة تشغل حاليًا منصب رئيسة تحرير صحيفة "عالم الكتاب".
حصلت عام 2019، على جائزة "القلم الذهبي" الوطنية في أوزبكستان. وتعمل منسقة لحركة الشعراء العالمية في كولومبيا في أوزبكستان منذ 2022 السيرة الذاتية: ولدت عام 1971 في قرية أولموس، بمنطقة تشوست، نامانجان. وتخرجت من كلية الصحافة بجامعة طشقند الحكومية (تعرف الآن باسم الجامعة الوطنية لأوزبكستان) عام 1993.
درست في دورة الأدب العالي في كلية فقه اللغة الأوزبكية في الجامعة الوطنية في أوزبكستان عام 2003،
وكانت ضيفة مقيمة في برنامج الكتاب الدوليين بجامعة أيوا بالولايات المتحدة الأمريكية عام 2021.

## الجوائز
حصلت خوزيت رستم على وسام "الشهرة" من رئيس جمهورية أوزبكستان عام 2004 وميدالية "25 عاما من استقلال أوزبكستان" التذكارية عام 2016. شاركت في العديد من المهرجانات الشعرية العالمية فازت بالمسابقة الدولية التي أقيمت في مدينة بورصة بتركيا عام 2012 وجائزة ميكائيل مشفيق من أذربيجان عام 2015 ، جائزة نورانجيز غون الدولية للشاعر لعام 2020 و حصلت على الجائزة العالمية التي تحمل اسم رسول الرضا عام 2021. وحصلت عام 2017، على المرسوم الفخري "لنشاط العلاقات العلمية والأدبية بين أذربيجان وأوزبكستان" من معهد AMEA النظامي كنجافي للآداب وعلى أعلى جائزة في الشعر في مهرجان الأدب الدولي الذي أقيم في تايلاند عام 2018. خوزيت عضوة في اتحاد كتاب أوزبكستان منذ 2003 واتحاد كتاب أذربيجان منذ 2019.
فازت بجائزة ناجي نعمان العالمية عام 2021.وجائزة "الفارس الذهبي" المرموقة من اتحاد الكتاب الروس بنفس العام . عينت خوزيت رستم سفيرة فوق العادة للثقافة من مؤسسة ناجي نعمان للثقافة، وهي منظمة دولية مقرها لبنان،.

## النشاط
إلى جانب الشعر، كتب خوزيت رستم العديد من القصص والمسرحيات والسيناريوهات المسرحية والسينمائية.
عُرضت مسرحيتها "طائر لا يصلح في السماء" على مسرح الدراما الموسيقية الأكاديمية الذي يحمل اسم موكيمي، أحد أروع المسارح في أوزبكستان، تحت إشراف فنان الشعب الأوزبكي ميرزا عزيزوف عام 2015، عام 2016، كتبت خوزيت سيناريو فلم بعنوان "آجال جودوسي" عن قصة "سجادة"، وقام بإخراجه هلال نسيموف. هذا الفيلم الروائي أعطى شهرة كبيرة للشاعرة.
كما قامت بترجمة قصائد مارينا تسفيتيفا، يفغيني إيفتوشينكو، آنا أخماتوفا، بوريس باسترناك، رامز رافشان، نيجور رفيبيلي، رضا خليل، فوزيل كيساكوراك، خوسنو دوجلارجا وأعمال العديد من شعراء العالم الآخرين إلى الأوزبكية.
وهي تشغل منصب رئيسة تحرير الصحيفة الأكثر تأثيرًا "عالم الكتاب" منذ عام 2015
تُرجمت أشعار خوزيت رستم إلى أكثر من 30 لغة، كما نُشرت كتبها في عدة دول أجنبية.
حاليا يتم إعداد كتاب "خوزيت" باللغة الأوزبكية، على أساس مقالات وشهادات كتبها شعراء وكتاب وخبراء أدبيون مشهورون عالميًا، للنشر في أوزبكستان، ويجري حاليًا إعداد النسخة الإنجليزية من "خوزيت" من قبل دار النشر "EGG London" بانجلترا. كما أن الفلم المعد عنها وبالتعاون بين تلفزيون أذربيجان وتلفزيون أوزبكستان، مستمرا حيث ما يزال في مرحلة التصوير وهو مكون من حلقتين،
كتب خوزيت رستم المنشورة في أوزبكستان:
1. "بيت في السماء" - دار ج. غلام للنشر (1997)
2. "الخلاص" - دار معنويات للنشر (2003)
3. "ريدو" - جيل القرن الجديد (2004)
4. "الراحة" - دار نشر نامانجان (2005)
5. "الجدار" - جي. دار غلام للنشر (2006)
6. "أغسطس" - جيل القرن الجديد (2008)
7. "40:0" — أكاديمينشر. (2011)
8. "الاحتلال" - أكدمنشر (2011)
9. "سنوات منسية" - حلم (2014)
10. "السحب المباركة" - أوزبكستان (2019)
11. "أول الليل مظلم" - جيل القرن الجديد (2021)
12. "الظلال المتجولة" – الأدب (2021)
13. "دفتر ملاحظات بني" - G'. دار غلام للنشر (2021)
14. "44 يومًا" - أرجوماند ميديا (2021)، طشقند

### والكتب المنشورة في الخارج
1. "أيام بلا غد" - باللغة التركية. دار يني كيتابلر للنشر، (2006) تركيا
2. "الخوف" - باللغة الأذربيجانية، دار نشر فيكتور (2008)، أذربيجان.
3. "تشريح الحب" - باللغة الكازاخستانية، دار نشر أوش كيان، (2019) كازاخستان
4. دموع ملونة - باللغة الإنجليزية، EGG London Publishers، (2020) المملكة المتحدة
5. "الشابو" - باللغة الطاجيكية، دار بالوغات للنشر، (2020) طاجيكستان
6. "شمسان" - باللغة التركية، دار نشر غونس ياينلاري، (2020) تركيا
7. "قضية الريح" - باللغة الفيتنامية، نشر NHA HUAT BAN HOI، (2020) فيتنام
8. "الأشجار المجنونة" - باللغة الأذربيجانية، أوروبا (2020) أذربيجان
9. "اسم الفتاة لالا" - باللغة الأذربيجانية، - دار النشر الأوروبية، (2020)
10. "مجنون تول" - باللغتين الأوزبكية والأوزبكية، دار نشر تركسوي، (2020) أذربيجان
11. "الذين سقطوا" "ريح" - باللغة البيلاروسية، دار نشر فيشنيوكا، (2021) بيلاروسيا
12. "الحرية في الأسر" - باللغة التتارية، دار نشر دوليا، (2021) سيمفيروبول
13. "نجم في كفي" - باللغة الأوكرانية، دار نشر بوراجو ، (2021) أوكرانيا
14. "على خطى القلب" - باللغة الصربية، دار ليبرلاند للنشر الفني، (2021) صربيا
15. "حفنة من الريح" - كتاب باللغة التركمانية، دار نشر غونس ياينلاري، (2021)
16. "ثمانية" - باللغة الروسية، دار نشر شيتيري، (2021) روسيا
17. "أنا هنا" - باللغة الكازاخستانية، دار نشر أنور سانا، (2022) كازاخستان.
18. "الشهر الثالث عشر" - باللغة الإسبانية، أيامي-تحرير، (2022) المكسيك، المكسيك
19. "النوافذ المفتوحة" (بلغة كاراكالباك) دار نشر "المعرفة"، نوكوس، (2022)
20. "ابحث عني في القلوب" "، باللغة الإنجليزية، مطبعة موندوس أتريوم، (2023) الولايات المتحدة الأمريكية
21. "دموع ملونة" - باللغة العربية، دار حسن للنشر. (2023) المملكة العربية السعودية،[8]
22. قصائد ومذكرات – باللغة الرومانية، دار بيستريتا- ناسا